# Xiao Yi
Xiao Yi (小乙) bio je kralj Kine iz dinastije Shang. Bio je sin kralja Zu Dinga te brat kraljeva Yang Jije, Pan Genga i Xiao Xina. Vladao je 10 godina, a naslijedio ga je sin Wu Ding.